# رافاييل كاماتشو
رافاييل كاماتشو (بالبرتغالية: Rafael Camacho‏) هو لاعب كرة قدم برتغالي، ولد في 22 مايو 2000 في لشبونة في البرتغال. لعب مع نادي ليفربول.

## وصلات خارجية
- رافاييل كاماتشو على موقع الاتحاد الأوربي (الإنجليزية)
- رافاييل كاماتشو على موقع قاعدة بيانات كرة القدم.إي يو (الإنجليزية)
- رافاييل كاماتشو على موقع Soccerbase.com (لاعب) (الإنجليزية)
- رافاييل كاماتشو على موقع Soccerway.com (الإنجليزية)
- رافاييل كاماتشو على موقع عالم كرة القدم.نت (الإنجليزية)